# Giovanni III Sobieski

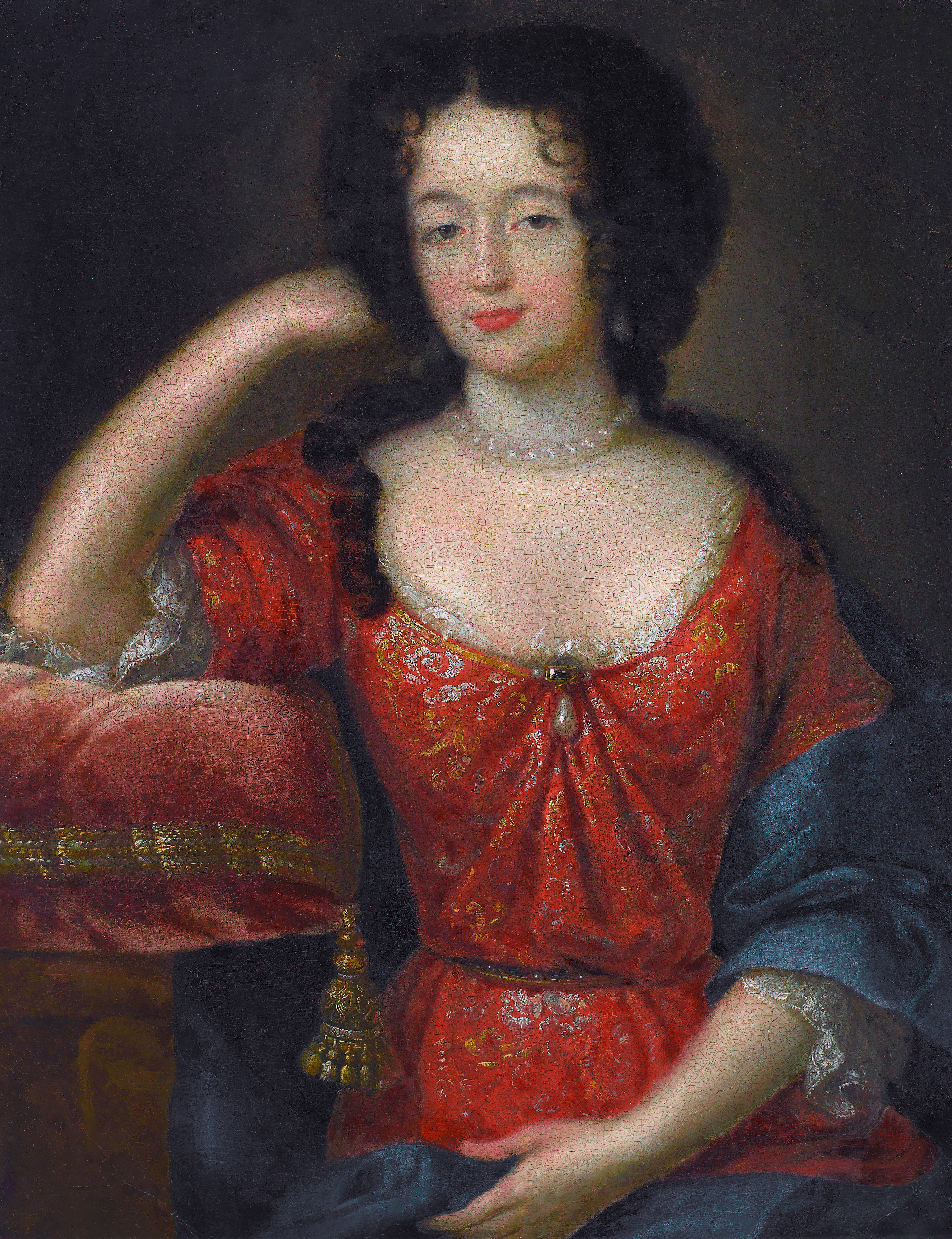
La regina Maria Casimira Sobieska.

Giovanni III di Polonia, in polacco Jan Sobieski (Olesko, 17 agosto 1629 – Wilanów, 17 giugno 1696), fu re di Polonia, a capo della Confederazione Polacco-Lituana, dal 1674 al 1696 e fu soprannominato dai turchi Leone di Lehistan.

## Biografia
Giovanni Sobieski nacque da una nobile famiglia. Era figlio di Jakub Sobieski, Voivoda di Rutenia nonché castellano di Cracovia, e di sua moglie, Zofia Teofillia Daniłowicz, una nipote di Stanisław Żółkiewski. Trascorse la sua infanzia a Żółkiew. Dopo essersi diplomato, il giovane Giovanni si laureò alla facoltà di filosofia dell'Università Jagellonica nel 1646. Dopo aver terminato gli studi intraprese insieme al fratello Marek una serie di viaggi nell'Europa Occidentale. Durante quel periodo, incontrò influenti figure contemporanee come Luigi II di Borbone, Carlo II d'Inghilterra e Guglielmo II d'Orange, e imparò il francese, il tedesco e l'italiano, oltre che il latino.
Entrambi i fratelli fecero ritorno nel confederazione nel 1648. Dopo aver ricevuto la notizia della morte del re Ladislao IV Vasa e delle ostilità della rivolta di Khmelnytsky, si arruolarono volontari nell'esercito. Entrambi combatterono durante l'assedio di Zamość. Presto, le sorti della guerra separarono i fratelli. Nel 1649, Jakub combatté nella battaglia di Zboriv. Nel 1652, Marek morì prigioniero dei Tatari dopo la sua cattura nella battaglia di Batih. Giovanni fu promosso al grado di pułkownik e combatté con distinzione nella Battaglia di Berestečko. Comandante promettente, Giovanni fu inviato dal re Giovanni II Casimiro come uno degli inviati nella missione diplomatica di Mikołaj Bieganowski nell'impero ottomano. Qui, Sobieski imparò la lingua tatara e la lingua turca e studiò le tradizioni e le tattiche militari turche.
Dopo l'inizio dell'invasione svedese della Polonia conosciuta come "Diluvio", Giovanni Sobieski era sotto il comando di Krzysztof Opaliński, che capitolò a Ujście e giurò fedeltà al re Carlo X Gustavo di Svezia. Tuttavia, verso la fine del marzo 1656 tornò al fianco di Giovanni II Casimiro Vasa, arruolandosi sotto il comando di Stefan Czarniecki e Jerzy Sebastian Lubomirski.

### Comandante
Il 26 maggio 1656 ricevette la posizione di chorąży. Durante la battaglia di Varsavia, Sobieski comandò un reggimento di 2.000 uomini di cavalleria tatara. Partecipò a numerosi combattimenti nei due anni successivi, incluso l'assedio di Toruń nel 1658. Nel 1659 fu eletto deputato al Sejm, e fu uno dei negoziatori polacchi del trattato di Hadjač con i cosacchi. Nel 1660 prese parte all'ultima offensiva contro gli svedesi in Prussia, e fu ricompensato con la carica di Starost di Stryj. Poco dopo prese parte alla guerra contro i russi, partecipando alla battaglia di Slobodyshche e alla battaglia di Ljubar, e più tardi in quell'anno tornò ad essere uno dei negoziatori di un nuovo trattato con i cosacchi (il trattato di Cudnów).
Nel 1662 fu eletto nuovamente deputato al Sejm e prese parte ai lavori di riforma dell'esercito. Fu anche membro del Sejm nel 1664 e nel 1665. In quello stesso periodo partecipò alla campagna russa del 1663. Sobieski rimase fedele al Re durante la Ribellione di Lubomirski (1665-1666), sebbene fosse una decisione difficile per lui. Partecipò al Sejm del 1665 e accettò il prestigioso ufficio del maresciallo della corona il 18 maggio di quell'anno. Verso la fine di aprile o agli inizi di maggio 1666, ricevette un altro alto incarico della confederazione, quello di Atamano di Campo della Corona. Poco dopo, fu sconfitto nella battaglia di Mątwy e firmò l'Accordo di Łęgonice il 21 luglio, che pose fine alla Ribellione di Lubomirski.
Nell'ottobre del 1667 ottenne un'altra vittoria sui cosacchi di Petro Doroshenko e dei loro alleati tatari di Crimea nella battaglia di Podhajce durante la guerra polacco-cosacco-tatara (1666-1671). Ciò gli permise di riconquistare la sua immagine di abile capo militare. Il 5 febbraio 1668 ottenne il grado di Grande atamano della Corona, il più alto grado militare nel confederazione polacco-lituana, e quindi il comandante in capo de facto dell'intera armata polacca. Più tardi quell'anno sostenne la candidatura francese di Luigi II di Borbone-Condé per il trono polacco. Dopo l'elezione di Michał Korybut Wiśniowiecki si unì alla fazione di opposizione.
L'11 novembre 1673 Sobieski aggiunse una grande vittoria alla sua lista, questa volta sconfiggendo gli ottomani nella battaglia di Khotyn e conquistando la fortezza che si trovava lì. La notizia della battaglia coincise con la morte del re Michał il giorno prima della battaglia. Ciò rese Sobieski una delle figure di spicco dello stato, così il 19 maggio dell'anno seguente fu eletto re. La sua candidatura era quasi universalmente supportata, con solo una dozzina circa di membri della dieta che si opponevano a lui (principalmente centrati attorno ai magnati della famiglia lituana Pacowie). Alla luce della guerra, richiedendo a Sobieski di essere in prima linea, la cerimonia di incoronazione fu significativamente ritardata - fu incoronato Giovanni III quasi due anni dopo, il 2 febbraio 1676.

## Re di Polonia
Fu eletto re della Confederazione Polacco-Lituana nel 1674. Intervenne in aiuto dell'imperatore Leopoldo I contro le forze ottomane sconfiggendo nella Battaglia di Vienna, con una manovra geniale della sua cavalleria, da lui stesso comandata, il grosso dell'esercito ottomano al comando di Kara Mustafa (12 settembre 1683). La schiacciante vittoria sui turchi fece di Giovanni uno dei condottieri e dei sovrani più importanti d'Europa: Papa Innocenzo XI gli fece dono dello stocco pontificio ed una stanza gli venne dedicata nei Musei Vaticani. Fu addirittura fregiato del titolo di "defensor fidei" nel 1684.
Durante il suo regno dovette condurre guerre offensive e difensive per tutelare i confini della nazione (più vasta di quella attuale, comprendendo infatti Lituania, Bielorussia ed Ucraina) dall'ingerenza russa ed ottomana, anche alleandosi con l'Impero, il Papato e la Repubblica di Venezia.
Non riuscì a ripetere il successo ottenuto a Vienna durante il resto del suo regno, così da dopo la liberazione di Vienna iniziò il lento declino di Sobieski e, in generale, della stessa Confederazione Polacco-Lituana
Giovanni III fu l'ultimo re di Polonia dotato di grande personalità, soprattutto militare; protagonista e artefice degli ultimi splendori del Regno di Polonia, dopo la sua morte il paese subirà le prepotenze degli stati confinanti, fino a scomparire da lì ad un secolo per mano di Russia, Prussia e Austria, che metteranno sul trono sovrani fantocci e che infine se lo spartiranno ben tre volte.

## Matrimonio e discendenza
Nel 1665 sposò una nobile francese, Marie Casimire Louise de la Grange d'Arquien (1641–1716), già dama di corte della regina Maria Luisa di Gonzaga-Nevers e vedova del nobile Jan "Sobiepan" Zamoyski.
La coppia ebbe 13 figli, molti deceduti ancora infanti:
- Jakub Ludwik (1667-1737), principe ereditario, che sposò la contessa palatina Edvige del Palatinato-Neuburg;
- due gemelle nate e morte nel 1669;
- Teresa Teofila (1670);
- Adelaide Luisa (1672-1677);
- una bambina nata e morta nel 1673;
- Maria Teresa "La Mannone" (1674-1675);
- Teresa Kunegunda (1676-1730), sposata al principe elettore Massimiliano II Emanuele di Baviera;
- Aleksander Benedykt (1677-1714);
- una figlia nata e morta nel 1678;
- Konstanty Władysław (1680-1726);
- Jan (1682-1685);
- una figlia nata nel 1691 e morta nel 1692;
- una figlia nata e morta nel 1694;

## Morte
Sebbene il re abbia trascorso molto tempo sui campi di battaglia, che poteva suggerire un buono stato di salute, verso la fine della sua vita si ammalò seriamente. Giovanni III Sobieski morì a Wilanów, il 17 giugno 1696 per un improvviso attacco di cuore. È sepolto insieme alla moglie nella cattedrale del Wawel a Cracovia.

## Letteratura
Giovanni III Sobieski fu uno dei quattro dedicatari delle Canzoni in occasione dell'assedio e liberazione di Vienna di Vincenzo da Filicaia: nell'epistola in latino a lui indirizzata e composta nell'ottobre 1683, il poeta toscano lo saluta col titolo di "Invictissimus".

## Curiosità
- È uno dei pochissimi personaggi storici realmente esistiti a cui sia stata intitolata una costellazione, lo scudo, creata dall'astronomo polacco Johannes Hevelius e chiamata appunto Scudo di Sobieski, in onore alla vittoria di Vienna che segnò il definitivo arresto della spinta espansionistica ottomana in Europa l'11 settembre 1683.
- Mostrò alta abilità militare, era ben educato e istruito, e un mecenate della scienza e delle arti. Ha sostenuto l'astronomo Johannes Hevelius, il matematico Adam Adamandy Kochański e lo storico e poeta Wespazjan Kochowski. Il suo palazzo di Wilanów divenne il primo di molti palazzi che punteggiavano le terre della confederazione nei due secoli successivi[19].

## Ascendenza
|                                                          |                      |                            | Genitori             |  |  | Nonni |  |  | Bisnonni     |  |  | Trisnonni          |  |
|                                                          |                      |                            |                      |  |  |       |  |  | Jan Sobieski |  |  | Sebastian Sobieski |  |
|                                                          |                      |                            |                      |  |  |       |  |  | Jan Sobieski |  |  | Sebastian Sobieski |  |
|                                                          |                      | Barbara Giełczewska        |                      |  |  |       |  |  | Jan Sobieski |  |  |                    |  |
| Marek Sobieski, voivoda e castellano di Lublino          |                      |                            |                      |  |  |       |  |  | Jan Sobieski |  |  |                    |  |
|                                                          |                      | Katarzyna Zofia Gdeszyńska | Paweł Gdeszyński     |  |  |       |  |  |              |  |  |                    |  |
|                                                          |                      | Katarzyna Zofia Gdeszyńska | Paweł Gdeszyński     |  |  |       |  |  |              |  |  |                    |  |
|                                                          |                      | Katarzyna Zofia Gdeszyńska | Barbara Markuszowska |  |  |       |  |  |              |  |  |                    |  |
| Jakub Sobieski, voivoda di Belsk, castellano di Cracovia |                      | Katarzyna Zofia Gdeszyńska |                      |  |  |       |  |  |              |  |  |                    |  |
|                                                          |                      | Jakub Snopkowski           | Jakub Snopkowski     |  |  |       |  |  |              |  |  |                    |  |
|                                                          |                      | Jakub Snopkowski           | Jakub Snopkowski     |  |  |       |  |  |              |  |  |                    |  |
|                                                          |                      | Jakub Snopkowski           | Anna z Sitna         |  |  |       |  |  |              |  |  |                    |  |
| Jadwiga Snopkowska                                       |                      | Jakub Snopkowski           |                      |  |  |       |  |  |              |  |  |                    |  |
|                                                          |                      | Jadwiga Herburtowna        | Jan Herburt          |  |  |       |  |  |              |  |  |                    |  |
|                                                          |                      | Jadwiga Herburtowna        | Jan Herburt          |  |  |       |  |  |              |  |  |                    |  |
|                                                          |                      | Jadwiga Herburtowna        | Anna Fredro          |  |  |       |  |  |              |  |  |                    |  |
| Jan III Sobieski, re di Polonia                          |                      | Jadwiga Herburtowna        |                      |  |  |       |  |  |              |  |  |                    |  |
|                                                          | Stanisław Daniłowicz | Jerzy Daniłowicz           |                      |  |  |       |  |  |              |  |  |                    |  |
|                                                          | Stanisław Daniłowicz | Jerzy Daniłowicz           |                      |  |  |       |  |  |              |  |  |                    |  |
|                                                          | Stanisław Daniłowicz | Jadwiga Herburtowna        |                      |  |  |       |  |  |              |  |  |                    |  |
| Jan Daniłowicz                                           | Stanisław Daniłowicz |                            |                      |  |  |       |  |  |              |  |  |                    |  |
|                                                          |                      | Katarzyna Tarło            | Jan Tarło            |  |  |       |  |  |              |  |  |                    |  |
|                                                          |                      | Katarzyna Tarło            | Jan Tarło            |  |  |       |  |  |              |  |  |                    |  |
|                                                          |                      | Katarzyna Tarło            | Regina Malczycka     |  |  |       |  |  |              |  |  |                    |  |
| Theophila Zofia Danilowiczówna, erede di Zhovka          |                      | Katarzyna Tarło            |                      |  |  |       |  |  |              |  |  |                    |  |
|                                                          |                      | Stanisław Żółkiewski       | Stanisław Żółkiewski |  |  |       |  |  |              |  |  |                    |  |
|                                                          |                      | Stanisław Żółkiewski       | Stanisław Żółkiewski |  |  |       |  |  |              |  |  |                    |  |
|                                                          |                      | Stanisław Żółkiewski       | Zofia Lipska         |  |  |       |  |  |              |  |  |                    |  |
| Zofia Żółkiewska                                         |                      | Stanisław Żółkiewski       |                      |  |  |       |  |  |              |  |  |                    |  |
|                                                          |                      | Regina Herburtowna         | Jakub Herburt        |  |  |       |  |  |              |  |  |                    |  |
|                                                          |                      | Regina Herburtowna         | Jakub Herburt        |  |  |       |  |  |              |  |  |                    |  |
|                                                          |                      | Regina Herburtowna         | Katarzyna Wapowska   |  |  |       |  |  |              |  |  |                    |  |
|                                                          |                      | Regina Herburtowna         |                      |  |  |       |  |  |              |  |  |                    |  |